# 斯彻达尔
斯彻达尔（挪威語： 聆听ⓘ）是挪威特伦德拉格郡的一个市镇。
该市设立于1838年，之后曾划分为几个较小的市镇，1962年又重新合并，现辖区面积938平方公里，人口20616人（2008年）。
斯彻达尔是南北交通的要道，特隆赫姆的机场所在地，距离特隆赫姆市区30公里半个多小时的车程。挪威的Nordlandsbanen和Meråkerbanen两条铁路线路在此交汇。挪威的干线国道E6和E14也在此汇合。斯彻达尔距离瑞典和挪威的边境70公里。
斯彻达尔的经济以高科技企业、石油天然气企业为主。